# Rome, Wisconsin
Rome là một thị trấn thuộc quận Adams, tiểu bang Wisconsin, Hoa Kỳ. Năm 2010, dân số của thị trấn này là 2.674 người.